# Elaphropeza hamifera
Elaphropeza hamifera är en tvåvingeart som först beskrevs av Mario Bezzi 1912.  Elaphropeza hamifera ingår i släktet Elaphropeza och familjen puckeldansflugor. Inga underarter finns listade i Catalogue of Life.